# Fredy Thompson
Fredy Thompson (* 2. Juni 1982 in Puerto Barrios) ist ein guatemaltekischer Fußballspieler, der vorwiegend im Mittelfeld agiert.

## Laufbahn
Thompson begann seine Profikarriere beim CSD Comunicaciones, für den er erstmals in der Saison 2004/05 in einem Spiel der guatemaltekischen Liga zum Einsatz kam. 2007 wechselte er zum Ligakonkurrenten CSD Municipal, mit dem er in der Clausura 2008 die guatemaltekische Fußballmeisterschaft gewann. Anschließend spielte er im ersten Halbjahr 2009 für den mexikanischen Zweitligisten Albinegros de Orizaba und kehrte im Sommer 2009 zum CSD Comunicaciones zurück, mit dem er die Apertura 2011 gewann. Allerdings wurde er am Ende der Saison wie auch seine beiden Mitspieler Adolfo Machado und Marvin Ceballos bei einer Dopingkontrolle positiv auf Boldenon getestet und für zwei Jahre gesperrt. Nach seiner Sperre spielte er für den CSD Coatepeque und aktuell beim Antigua GFC.
Thompson wurde 2001 erstmals in die guatemaltekische Nationalmannschaft berufen.

## Erfolge
- Guatemaltekischer Meister: Clausura 2008